# Luteranismo na Letônia
O Luteranismo é a maior religião da Letónia, cerca de 34,2% dos Letões são Luteranos. A herança luterana da Letônia remonta à Reforma. Tanto o regime nazista quanto o comunista perseguiram duramente a igreja antes que a liberdade religiosa retornasse à Letônia em 1988. Ao contrário da Estónia, onde o ateísmo estatal e a contínua secularização européia reduziu a maioria dos 80% de luteranos para quase 10% até 2011, a igreja luterana da Letônia caiu para cerca de 20%, mas se recuperou ligeiramente e agora inclui aproximadamente 30% da população.

## História
A Igreja Evangélica Luterana da Letônia se vê em uma contínua tradição de vida cristã desde a mais antiga obra missionária cristã registrada na região, no século XII. A Letônia foi altamente influenciada pela Reforma e o estilo da igreja luterana que surgiu seguiu o luteranismo mais protestante do tipo alemão, ao invés do luteranismo episcopal ou do tipo nórdico que emergiu na Suécia, Dinamarca, Estônia e Finlândia. No entanto, após o estabelecimento da República da Letônia (1918), a igreja mudou-se para uma política católica mais histórica e aceitou a consagração dos bispos pela Igreja da Suécia. Juntamente com a Igreja da Suécia, o ELCL reivindica agora plena sucessão apostólica. Em 1975 a igreja, apesar de forte oposição, decidiu ordenar mulheres como pastoras, mas desde 1993, sob a liderança do arcebispo Jānis Vanags, já não faz isso. Esta posição foi confirmada em 2016, por uma resolução sinódica que apenas homens podem ser ordenados como sacerdotes. A votação exigiu uma super maioria de pelo menos 75%, e alcançou isto estreitamente com um voto de 77%.
Desde a queda do comunismo, a igreja experimentou um enorme crescimento e expansão. Um Sínodo especial em abril de 1989, após o retorno à independência pós-comunista, estabeleceu uma rede de congregações reavivadas e colocou em prática uma liderança quase inteiramente nova.

## Organização
A Igreja Luterana na Letônia é episcopal e sinódica. Isso significa que é liderado por um Conselho dos Bispos e governado por um Sínodo composto de clérigos e leigos. O Sínodo elege um Consistório que tem um menor número de membros e se reúne com mais freqüência, para levar adiante o trabalho do Sínodo entre suas reuniões formais.
A Igreja é composta por três dioceses :
| Diocese               | Catedral                           | Fundada | Bispo                    |
| --------------------- | ---------------------------------- | ------- | ------------------------ |
| Arquidiocese de Riga  | Riga Catedral                      | 1186    | Jānis Vanags (Arcebispo) |
| Diocese de Liepāja    | Holy Trinity Catedral, Liepāja     | 1758    | Hanss Martins Jönsson    |
| Diocese de Daugavpils | Martin Luther Catedral, Daugavpils | 1893    | Einārs Alpe              |

Dentro de cada diocese há, além do bispo, vários clérigos seniores conhecidos como Deans . Um é o decano da catedral, e os outros servem como reitores da área supervisionando o clero dentro de um distrito definido. Existem 16 desses decanos na Letónia. A igreja não tem o histórico ministério dos Bispos, Sacerdotes e Diáconos. No lugar de Diácono está o ministério de evangelista que trabalha em programas de assistência social e evangelismo.

### Lista de Arcebispos de Riga

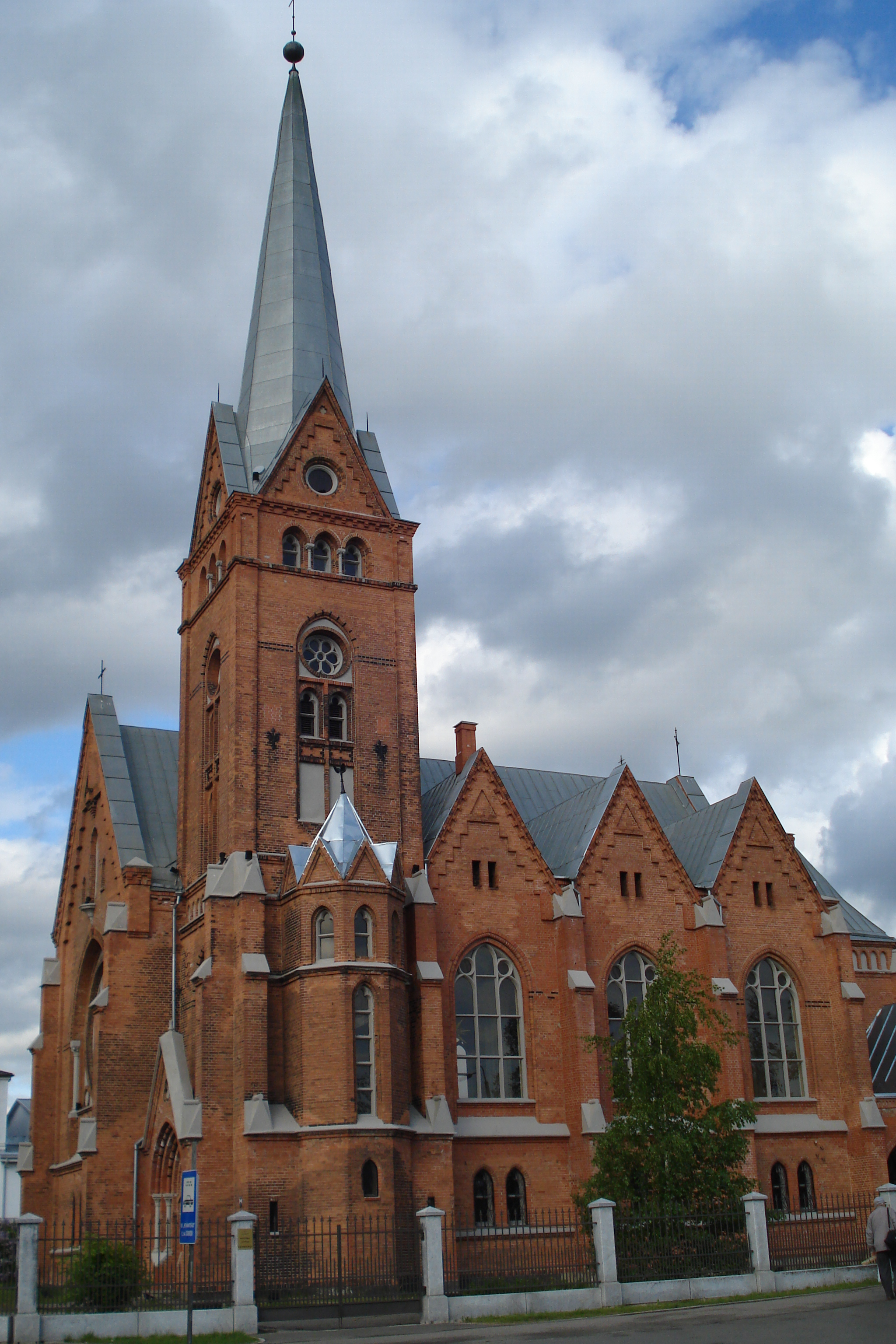
Catedral Martin Luther em Daugavpils.

Os arcebispos medievais estão listados no Arcebispado de Riga .
O seguinte é uma lista de titulares de cargos desde a restauração do escritório. O primeiro, Kārlis Irbe, foi bispo no comando; os outros foram todos intitulados Arcebispo de Riga.
- 1922 - 1933 - Kārlis Irbe
- 1933 - 1944 - Teodors Grīnbergs
- 1948 - 1968 - Gustavs Tūrs

Eleição de 1968 - Pēteris Kleperis (eleito arcebispo, mas morreu antes de sua data de entronização).
Eleição de 1968 - Alberts Freijs (eleito arcebispo, mas morreu antes de sua data de entronização)
- 1969 - 1985 - Jānis Matulis
- 1986 - 1989 - Ēriks Mesters
- 1989 - 1992 - Kārlis Gailītis  (o Arcebispo Gailītis foi morto em um acidente de carro)
- 1993 -  presente  - Jānis Vanags